# For Monkeys
For Monkeys es el tercer álbum del grupo sueco de punk rock Millencolin. Fue lanzado el 20 de abril de 1997 por Burning Heart Records en Suecia, y posteriormente el 20 de mayo de 1997 por Epitaph Records en los Estados Unidos. El álbum contiene doce pistas, incluyendo su sencillo principal titulado «Lozin' Must».

## Antecedentes
For Monkeys fue grabado en enero de 1997 en los estudios Unisound en Örebro, Suecia. Dan Swanö fue el responsable de los arreglos musicales del álbum, mientras que The Songdoctors fue acreditado como productor musical.
Al igual que los álbumes anteriores de la banda, la composición del álbum es principalmente obra del cantante y bajista Nikola Sarcevic. Nueve de las doce canciones del álbum fueron compuestas por él, mientras que las tres restantes son del guitarrista Mathias Färm. El guitarrista Erik Ohlsson y el baterista Fredrik Larzon no participaron en la creación de las canciones.

## Recepción
For Monkeys tuvo un éxito moderado en las listas musicales de los países nórdicos; alcanzó el puesto 17 en el país de origen de la banda, Suecia, y permaneció en la lista durante un total de ocho semanas. El álbum también fue un éxito en las listas de éxitos de Finlandia y Noruega. En Finlandia, el álbum alcanzó el puesto 27 y permaneció en la lista durante un total de cuatro semanas. En Noruega, alcanzó el puesto 36 y permaneció en la lista durante un total de tres semanas.
For Monkeys ha recibido buenas críticas por parte de la prensa especializada. En el sitio web AllMusic le dieron al álbum tres estrellas de cinco. El sitio de reseñas Sputnikmusic también le dio al álbum una buena crítica; otorgándoles al álbum 4,5 estrellas de 5 y comentó que el álbum fue «un gran trabajo».

## Lista de canciones
| CD    |                         |                 |          |  |
| N.º   | Título                  | Letras          | Duración |  |
| 1.    | «Puzzle»                | Nikola Sarcevic | 2:38     |  |
| 2.    | «Lozin' Must»           | Nikola Sarcevic | 2:12     |  |
| 3.    | «Random I Am»           | Nikola Sarcevic | 2:40     |  |
| 4.    | «Boring Planet»         | Nikola Sarcevic | 2:06     |  |
| 5.    | «Monkey Boogie»         | Nikola Sarcevic | 2:26     |  |
| 6.    | «Twenty Two»            | Nikola Sarcevic | 2:55     |  |
| 7.    | «Black Gold»            | Nikola Sarcevic | 2:30     |  |
| 8.    | «Trendy Winds»          | Mathias Färm    | 2:45     |  |
| 9.    | «Otis»                  | Nikola Sarcevic | 2:51     |  |
| 10.   | «Light's Out»           | Mathias Färm    | 2:30     |  |
| 11.   | «Entrance at Rudebrook» | Nikola Sarcevic | 2:14     |  |
| 12.   | «Lowlife»               | Mathias Färm    | 2:39     |  |
| 30:26 |                         |                 |          |  |

| Japanese edition bonus tracks |                        |                |          |  |
| N.º                           | Título                 | Letras         | Duración |  |
| 1.                            | «An Elf and His Zippo» |                | 1:55     |  |
| 2.                            | «Israelites»           | Desmond Dekker | 2:25     |  |
| 3.                            | «Vixen»                |                | 1:49     |  |
| 36:35                         |                        |                |          |  |

| Brazilian edition bonus tracks |                 |                 |          |  |
| N.º                            | Título          | Letras          | Duración |  |
| 1.                             | «Puzzle» (vivo) | Nikola Sarcevic | 2:38     |  |

## Créditos
Millencolin
- Nikola Sarcevic – voz, bajo
- Erik Ohlsson – guitarra
- Mathias Färm – guitarra
- Fredrik Larzon – batería

## Posicionamiento en listas
| Lista (1997)                        | Mejor posición |
| ----------------------------------- | -------------- |
| Finlandia (Suomen virallinen lista) | 27             |
| Noruega (VG-lista)                  | 36             |
| Suecia (Swedish Album Chart)        | 17             |

## Historial de lanzamiento
| País           | Fecha               | Formato | Sello                 |
| -------------- | ------------------- | ------- | --------------------- |
| Suecia         | 20 de abril de 1997 | CD      | Burning Heart Records |
| Estados Unidos | 20 de mayo de 1997  | CD      | Epitaph Records       |